# Euphorbia collenetteae
Euphorbia collenetteae là một loài thực vật có hoa trong họ Đại kích. Loài này được Al-Zahrani & El-Karemy mô tả khoa học đầu tiên năm 2007.